# 金武大川

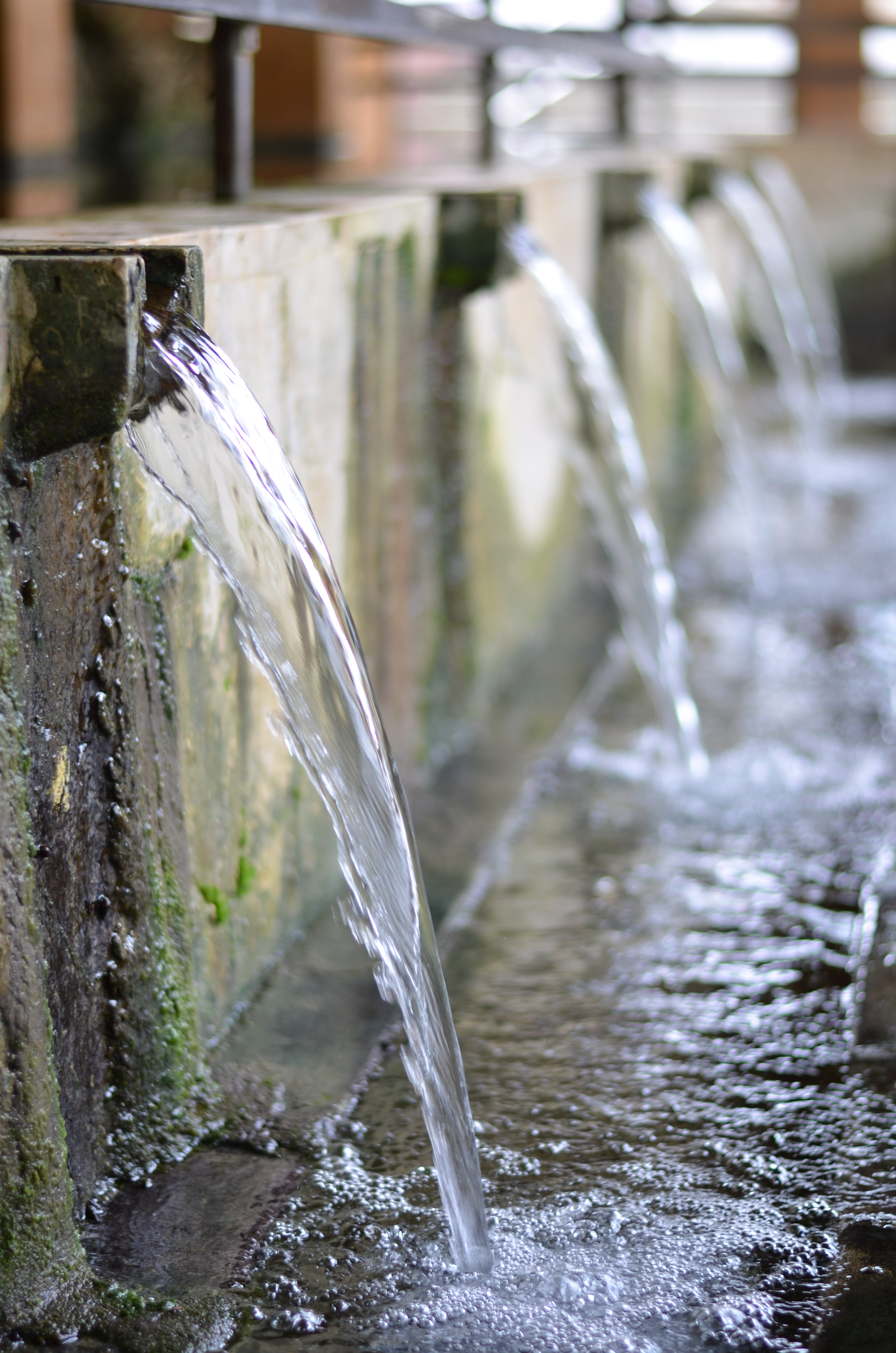
金武大川の水

金武大川（きんおおかわ、ウッカガー）は、沖縄県金武町にある井泉。平成4年（1992年）5月7日に金武町指定文化財に指定された。
1日の湧水量は1000トンを超える。上水道が普及する以前は、飲料水や洗濯用水として利用され、周辺住民の生活と密接に結びついていた。干ばつ時も水量は変わることなく、現在も「長寿の泉」として親しまれている。
湧き出た水は暗渠を通り、武田原（ンタバル）一帯の水田の農業用水として取水され、金武湾に注ぐ。